# محسن وزیری‌مقدم
محسن وزیری مقدّم (زادهٔ ۵ خرداد ۱۳۰۳ – درگذشتهٔ ۱۶ شهریور ۱۳۹۷) طراح، نقاش، مجسمه‌ساز و استاد هنر معاصر ایرانی بود. او در تهران چشم به جهان گشود و از نخستین دانش‌آموختگان دانشکده هنرهای زیبای دانشگاه تهران به‌شمار می‌رود. او در ایتالیا و در شهر رم و به دلیل بیماری فوت کرد. وزیری مقدم از شاخص‌ترین نقاشان نوگرای ایران است که با رویکردی مدرنیستی و سبکی شخصی، آثاری بدیع و منحصر به فرد خلق کرده‌است.
وی در سال‌های ۱۳۴۸ تا ۱۳۵۵ ریاست دانشکده هنرهای زیبای دانشگاه تهران را بر عهده داشت.
وزیری مقدم تنها نقاش ایرانی است که موزه هنرهای مدرن نیویورک (MOMA) اثرش را بدون واسطه خریداری کرده‌است.

## زندگی
وزیری مقدّم در ۵ مرداد ماه سال ۱۳۰۳ در تهران متولد شد. نزد پدر خواندن و نوشتن را آموخت و تحصیلات ابتدایی را از ۵ سالگی آغاز کرد. او در سال ۱۳۲۲ در امتحان ورودی دانشکده هنرهای زیبای دانشگاه تهران پذیرفته شد. از اولین استادان وی علی‌محمد حیدریان و مادام امین‌فر بودند. وزیری‌مقدم در سال ۱۳۲۷ به عنوان اولین دانش‌آموختگان دانشکده هنرهای زیبا فارغ‌التحصیل شد. در مردادماه سال ۱۳۳۴ راهی ایتالیا شد و تا ۱۳۴۲ در رم به فعالیت هنری پرداخت. سال ۱۳۳۷ دانشنامهٔ آکادمی هنرهای زیبای رم را دریافت داشت. پایان‌نامهٔ تحصیلی خود را دربارهٔ موندریان و تأثیر او در هنر قرن بیستم به رشتهٔ تحریر درآورد.
وزیری‌مقدم به ساخت مجسمه‌های چوبیِ مَفصلی و متحرک مشهور است و اولین بار آثاری ساخت که مخاطب می‌توانست در اثر هنری دخالت داشته باشد.
زندگی‌نامه او به همراه مرور و تحلیلی بر مجموعه‌ای از آثارش در کتاب: پ‍ی‍ش‍گ‍ام‍ان ه‍ن‍ر ن‍وگ‍رای ای‍ران: محسن وزیری مقدم، ب‍ه ک‍وش‍ش رویین پاکباز و یعقوب امدادیان ب‍ا ه‍م‍ک‍اری ت‍وک‍ا م‍ل‍ک‍ی توسط موزه هنرهای معاصر تهران و مؤسسه توسعه هنرهای تجسمی منتشر شده‌است.
جمعه شانزدهم شهریورماه ۱۳۹۷، در پی یک دوره بیماری طولانی و به دلیل کهولت سن در ۹۴ سالگی، در خانه‌اش در رم درگذشت.

## آموزش
او از سال ۱۳۴۳ تا ۱۳۵۵ در دانشکدهٔ هنرهای تزئینی (دانشگاه هنر) و دانشکده هنرهای زیبای دانشگاه تهران به آموزش هنر اشتغال داشت. وزیری‌مقدم را به سبب از میان بردن شیوه‌های آموزشی کهنه در هنرآموزی و حذف شیوهٔ کمال‌الملکی در دانشکده هنرهای زیبا نیز از پیشگامان هنر مدرن ایران می‌نامند. وی به آموزش دروسی همچون طراحی، نقاشی و چاپ دستی پرداخت و نخستین بار در سال ۱۳۵۰ کلاس پایه و اصول طراحی را در دانشکده هنرهای زیبا بر عهده داشت. از مشهورترین شاگردان وزیری‌مقدم می‌توان به اصغر محمدی، غلامحسین نامی و محمدابراهیم جعفری اشاره کرد.
کتب تألیفی او در زمینه طراحی، از جمله کتاب شیوهٔ طراحی (چاپ اول: ۱۳۶۰)، سال‌ها در زمره کتب درسی و پایهٔ طراحی در ایران بوده‌است.

## تعدادی از نمایشگاه‌ها
- نخستین نمایشگاه انفرادی؛ مجموعه‌ای از نقاشی‌های نوگرایانه وزیری مقدم، انجمن ایران و آمریکا، ۱۳۳۱.
- بیست و نهمین بی‌ینال جهانی ونیز؛ با اثری به نام «شهر ایرانی» شرکت کرد، ۱۳۳۷.[۱۱]
- نمایشگاه جمعی در برزیل (همزمان با جام جهانی ۲۰۱۴ برزیل)، ژوئن ۲۰۱۴.[۸]
- نمایشگاه شهود رنگ؛ تهران، گالری خاک، ۱۳۹۳.[۱۲]